# Embleem van Bahrein

Embleem van Bahrein

Het embleem van Bahrein werd in de jaren dertig van de twintigste eeuw ontworpen door een Britse adviseur van de toenmalige emir van Bahrein. Het wapenschild toont hetzelfde ontwerp als de vlag van Bahrein en wordt omringd door laurier in de nationale kleuren rood en wit.
De afbeelding rechts toont het wapenschild dat tot 2002 in gebruik was. In dat jaar werd het aantal witte 'valleien' uitgebreid tot vijf, hetgeen de vijf zuilen van de islam symboliseert.
Afghanistan · Armenië · Azerbeidzjan · Bahrein · Bangladesh · Bhutan · Brunei · Cambodja · China: Volksrepubliek / Republiek (Taiwan) · Cyprus · Filipijnen · Georgië · India · Indonesië · Irak · Iran · Israël · Japan · Jemen · Jordanië · Kazachstan · Kirgizië · Koeweit · Laos · Libanon · Malediven · Maleisië · Mongolië · Myanmar · Nepal · Noord-Korea · Oezbekistan · Oman · Oost-Timor · Pakistan · Palestina · Qatar · Rusland · Saoedi-Arabië · Singapore · Sri Lanka · Syrië · Tadzjikistan · Thailand · Turkmenistan · Turkije · Verenigde Arabische Emiraten · Vietnam · Zuid-Korea

Afhankelijke gebieden: Hongkong · Macau

Betwiste gebieden: Noord-Cyprus